# Adam McKay
Adam McKay (Philadelphia, 17 april 1968) is een Amerikaans filmregisseur, filmproducent, scenarioschrijver, acteur en komiek.

## Biografie
Adam McKay werd geboren in 1968 in Philadelphia (Pennsylvania). Hij was medeoprichter van de improvisatietheatergroep Upright Citizens Brigade. Vanaf 1995 tot 2001 schreef hij mee aan de scenario’s van de televisieserie Saturday Night Live voor de NBC. In 2004 schreef en regisseerde hij zijn eerste speelfilm Anchorman : The Legend of Ron Burgundy, waarin hij ook acteerde. Voor zijn biografische film The Big Short (2015) kreeg hij drie Oscarnominaties (beste film, beste regie en beste bewerkte scenario). De satirische biopic Vice (2018) werd bedacht met acht  Oscarnominaties.
McKay is sinds 1996 gehuwd met Shira Piven (zuster van de acteur Jeremy Piven) en ze hebben samen twee kinderen.

## Filmografie

### Films
- Anchorman: The Legend of Ron Burgundy (regie, scenario, acteur, 2004)
- Wake Up, Ron Burgundy: The Lost Movie (regie, scenario, acteur, 2004)
- Talladega Nights: The Ballad of Ricky Bobby (regie, scenario, acteur, productie, 2006)
- Step Brothers (regie, scenario, acteur, productie, 2008)
- The Other Guys (regie, scenario, acteur, productie, 2010)
- Campaign (productie, scenario, 2012)
- Anchorman 2: The Legend Continues (regie, scenario, 2013)
- Ant-Man (scenario, 2015)
- The Big Short (regie, scenario, 2015)
- Vice (regie, scenario, 2018)
- Don't Look Up (regie, scenario, 2021)

### Televisie
- Saturday Night Live (televisieserie, 1995-2001)
- Eastbound and Down (televisieserie, 2009-2013)
- Funny or Die Presents (2010-2011)

## Prijzen en nominaties
De belangrijkste:
| Jaar | Prijs         | Categorie                                       | Genomineerde(n) | Uitslag     |
| ---- | ------------- | ----------------------------------------------- | --------------- | ----------- |
| 2016 | Academy Award | Beste regisseur                                 | The Big Short   | Genomineerd |
| 2016 | Academy Award | Beste bewerkte scenario (samen met Josh Singer) | The Big Short   | Gewonnen    |